# Заноза (альбом)
Заноза — пятый студийный альбом российского рок-музыканта Найка Борзова, выпущенный в октябре 2002 года при участии лейбла «Снегири-музыка». В качестве продюсера выступил глава этой компании — Олег Нестеров. Стилистика звучания уходит от традиционного русского рока в сторону электроники, на альбоме нет ни одного гитарного соло, но при этом довольно много других инструментальных партий и студийных эффектов, аранжировки выполнены собственноручно Найком посредством использования драм-машины.
Работа в студии началась в начале 2001 года, однако некоторые наработки появились значительно раньше. Планировалось, что альбом будет состоять из 15 композиций, тем не менее, в конечном итоге остались лишь 11. Первой была записана песня «День как день», но уже на первых этапах записи было принято решение не включать её в трек-лист — позже она вышла как би-сайд сингла «NUS in Am». Само слово «Заноза» появилось из песни «Одна она», сам музыкант описывает это понятие следующим образом: «Заноза — болевой стержень, который не даёт покоя, пока его не обнаружишь и не вытащишь наружу. Пока не поймешь своей цели, предназначения, она болит и доставляет неприятности. Находишься в депрессивном состоянии, потому что не можешь вытащить эту занозу, и самому себе показать, на что способен, и двигаться в правильном направлении. Для того чтобы понять, как может быть хорошо, надо испытать, как может быть больно».
Заглавная «Некорректная конкретность» нарабатывалась ещё в 1997 году для совместного проекта с Алексеем Заевым, который ранее участвовал в ансамбле «Х.. забей», однако проект не состоялся по причине неадекватности музыкантов по отношению друг к другу. Песня «Kingsize» (название заимствовано из порно-киноиндустрии) записана совместно с Дельфином, история рассказывается от лица двух друзей, выражая внутреннюю анархию, свойственную каждому из них, на фоне разворачивающихся трагических событий. Аранжировка создавалась исключительно на драм-машинах и синтезаторах, композиция построена на прямой бочке — 125 ударов в минуту. «Было, есть и будет» Найк Борзов сравнил с осенью, и по настроению, и музыкально: «Когда человек начинает что-то искать, к чему-то двигаться, его постоянно разрывают искушения — для того только, чтобы он не видел того направления, куда ему надо идти». Аббревиатура «Е. Т.» обозначает пришельца, человека, попавшего в другое измерение, которому здесь страшно, плохо, он чувствует себя не в своей тарелке — абсолютное одиночество. Песню «Маленький Иисус» музыкант называет самой мощной и отождествляет с дорогой к Богу: «Каждый человек — частица Бога, и поэтому в каждом есть собственный Иисус. Поиск своего Бога, своего пути. Человек начинает идти своей дорогой и, в конце концов, находит себя». «NUS In AM» — это кавер-версия песни «Находящая утешение в самоубийствах» из альбома 1994 года Закрыто. Записана в ля-миноре, ранее выпускалась макси-синглом.
Что интересно, на альбоме нигде не указана дата выпуска. Найк Борзов отметил по этому поводу, что это было сделано специально, чтобы диск существовал как бы вне времени.

## Список композиций
1. Некорректная конкретность — 5:42
2. Kingsize — 4:09
3. Было, есть и будет — 6:48
4. Е. Т. — 5:07
5. Маленький Иисус — 8:37
6. Это — 5:29
7. Приснится мне, что я тебя… — 6:08
8. Одна она — 4:43
9. NUS In AM — 4:31
10. Ангел и змея — 7:27
11. Спокойной ночи — 5:42